# Arahau
Arahau [ara'xau] je a priori  umjetni jezik kojeg je stvorio  ruski pisac Ivan Karasev. Arahaua je zamislio kao jednostavan jezik, jer svaki samoglasnik predstavlja imenicu, a svaki suglasnik jedan  gramatički formant. Ima 26 fonema i otprilike stotinu korijenskih riječi. Koristi poredak riječi subjekt-glagol-objekt.
Arahau može se povezati s baskijskim i godoberinskim jezikom.
Jezik arahau ima i svoje posebno pismo.

## Vanjske poveznice
- (rus.) Arahau
- (engl.) Omniglot - the guide to languages, alphabets and other writing systems Arahausko pismo
- Christus Rex Očenaš na arahauu
- (engl.) rbardalzo Stranice Ivana Karaseva
- (rus.) Вымышленные языки на сайте Игоря Гаршина_ Фэнтэзи-языки и любительские лингво-проекты
- Cláudio Rinaldi, Minihistoria del linguas philosophic: De Aristoteles al Toki Pona. Le Almanac de Interlingua, 2011
- (rus.) Трубникова В., О новом языке арахау, микролитературе и гибели цивилизации // Юга, 14.12.2011